# Медвєдєв Володимир Гур'янович
Володимир Гур'янович Медвєдєв (19 січня 1948, місто Кізел, тепер Пермського краю, Російська Федерація) — український діяч, шахтар, бригадир прохідників шахти імені Ленінського комсомолу України Павлоградського виробничого об'єднання «Павлоградвугілля» Дніпропетровської області. Народний депутат України 1-го скликання.

## Біографія
Народився у родині робітників.
Освіта середня спеціальна. У 1964—1968 роках — студент Кізельського гірничого технікуму, гірничий технік.
У 1968 році працював гірничим майстром шахти імені Леніна у місті Кізел Пермської області РРФСР.
У 1968—1970 роках — служба в Радянській армії.
У 1970—1971 роках — старший лаборант гірничо-геологічної лабораторії «ВНДІпромзолото» міста Чити, РРФСР.
У 1971—1981 роках — прохідник шахтобудівельного управління № 3 комбінату «Дніпрошахтобуд» Дніпропетровської області.
З 1981 року — бригадир прохідників шахти імені Ленінського комсомолу України Павлоградського виробничого об'єднання з видобутку вугілля «Павлоградвугілля» Дніпропетровської області.
Член Української республіканської Ради профспілок.
18.03.1990 обраний народним депутатом України, 2-й тур, 47,17 % голосів, 12 претендентів. Член Комісії ВР України з питань оборони і державної безпеки.

## Нагороди та звання
- орден «Знак Пошани»
- знак «Шахтарська слава» I ст.
- знак «Шахтарська слава» II ст.
- знак «Шахтарська слава» III ст.
- медалі
- заслужений шахтар Української РСР